# 叠氮化亚汞
叠氮化亚汞是一种无机化合物，化学式为Hg2(N3)2，最早于1891年由西奥多·库尔提乌斯合成得到。

## 制备与性质
叠氮化亚汞可由硝酸亚汞的硝酸或乙酸溶液和叠氮化钠反应制得。
它是无色单斜晶体，空间群P21/n，对日光敏感。它和氨水反应，可以得到[Hg2N]N3。